# Witold Bujakowski
Witold Bujakowski (ur. 17 sierpnia 1962 w Ciechanowie) – polski archeolog, konserwator zabytków, regionalista.

## Praca zawodowa
W 1990 roku kierownik Muzeum Regionalnego w Iłży. W latach 1991–1994 Okręgowy Konserwator Zabytków w Iłży w ramach Państwowej Służby Ochrony Zabytków. Od 1994 roku konserwator zabytków archeologicznych w radomskiej Delegaturze Wojewódzkiego Urzędu Ochrony Zabytków w Warszawie. Od XII 2017 kierownik Delegatury w Radomiu WUOZ. Uczestnik i kierownik licznych badań archeologicznych. W latach 1997–2000 Rzeczoznawca Ministra Kultury i Sztuki. Członek założyciel i od 2002 roku prezes Towarzystwa Ochrony i Promocji Zawodów Ginących w Iłży skupiający twórców ludowych regionu radomsko–świętokrzyskiego. Od 1994 r. organizator corocznych, jednych z największych w kraju, Jarmarków Sztuki Ludowej w Iłży.
Odznaczony przez:
Ministra Kultury i Dziedzictwa Narodowego
- Złotą Odznaką „Za Opiekę nad Zabytkami”
- Odznaką „Zasłużony Działacz Kultury”
- Odznaką „Zasłużony dla Kultury Polskiej”[6]
- Brązowym medalem Zasłużony Kulturze „Gloria Artis”[7]
- Nagrodą zbiorową – Medalem Honorowym im. Oskara Kolberga dla Towarzystwa Ochrony I Promocji Zawodów Ginących w Iłży[8][9]

Prezydenta Rzeczypospolitej Polskiej
- Srebrnym Medalem za Długoletnią Służbę[10]

## Działalność pozazawodowa
W latach 1992–1998 organizator czterech edycji festiwalu muzycznego Rockfestiwal w Iłży, w finale których wystąpiły czołowe polskie zespoły rockowe lat 90.
W latach 2004–2006 związany z Warszawską grupą nu-metalową Wrinkled Fred jako manager.
W latach 2001–2019 Prezes Towarzystwa Ochrony i Promocji Zawodów Ginących.

## Wybrane publikacje
- W. Bujakowski, A. Penkalla, Kozienicki dwór królewski w świetle badań archeologicznych /w:/ „Biuletyn Radomskiego Towarzystwa Naukowego”, T. XXX, z. 1–4, Radom 1995
- W. Bujakowski, M. Figiel, Stan badań archeologicznych na Ziemi Szydłowieckiej /w:/ „Studia z Historii Szydłowca”, Szydłowiec 1995
- W. Bujakowski, M. Figiel, Stan badań archeologicznych na terenie zamku w Szydłowcu /w:/ „Zamek szydłowiecki i jego właściciele”, Szydłowiec 1996
- W. Bujakowski, M. Figiel, Osadnictwo pradziejowe w grójeckiem /w:/ „Słownik wiedzy o grójeckiem”, z. IV, s. 66–75, Grójec 1996
- W. Bujakowski, Neolityczne cmentarzysko Kultury Pucharów Lejkowatych w Iłży /w:/ „Biuletyn Radomskiego Towarzystwa Naukowego”, T. XXXIII, z. 2–4, Radom 1998
- W. Bujakowski, Nie tylko Krzemionki. Kopalnie i pracownie krzemieniarskie w pasie Iłża – Orońsko /w:/ „Ochrona i Konserwacja Zabytków”, z. 8, Warszawa 1998
- W. Bujakowski, Ślady osadnictwa w rejonie Wierzbnika i dawnego powiatu iłżeckiego w świetle badań archeologicznych / w:/ „Starachowice. Studia z dziejów miasta”, Starachowice 2003
- W. Bujakowski, M. Figiel, Stan badań archeologicznych na obszarze Miasta Kazimierzowskiego w Radomiu /w:/ „Biuletyn Radomskiego Towarzystwa Naukowego”, T. XXXIX, z. 1–4, Radom 2004
- W. Bujakowski, M. Figiel, Wytyczne konserwatorskie dla Miasta Kazimierzowskiego w Radomiu /w:/ „Biuletyn Radomskiego Towarzystwa Naukowego”, T. XXXIX, z. 1–4 Radom 2004
- W. Bujakowski /współautor/, Miasto w nowej odsłonie. Monografia Iłży pod red. S. Piątkowskiego, Iłża 2014
- W. Bujakowski, Ukryte dziedzictwo. Pradzieje Iłży i okolic, Iłża 2016